# Ferdinand Weiss
Ferdinand Weiss (n. 13 februarie 1932, Timișoara – d. 13 ianuarie 2002, Cluj-Napoca) a fost un pianist acompaniator și profesor la Academia de Muzică Gheorghe Dima din Cluj.

## Studii
Absolvent al Academiei de Muzică Gheorghe Dima din Cluj, secția pian - clasa Prof. Gh. Halmos, urmând cursuri complementare de Armonie - clasa Prof. Max Eisikovits, Compoziție - clasa Prof. Sigismund Toduță, Dirijat - clasa Prof. Antonin Ciolan.

## Distincții
- Concursul internațional Viotti (Vercelli-Italia) în anul 1957.
- Ordinul Meritul Cultural în anul 1970.
- Premiul A.T.M. pentru Măiestrie Artistică în anul 1987.
- Premiul Criticii Muzicale Mihail Jora O viață dedicată muzicii în anul 1995.

## Cariera artistică
În cele peste 1500 de recitaluri susținute în țară și peste hotare (Europa, America, Japonia), pianistul clujean a avut ca parteneri soliști renumiți ca violoniștii: Andrei Agoston, Mihaela Martin, Ștefan Ruha, Ion Voicu etc. și cântăreții Alexandru Agache, Liliana Bizineche, Ion Buzea, Elena Cernei, Ileana Cotrubaș, Dan Iordăchescu, Marta Kessler, Ionel Pantea, Emilia Petrescu, Ion Piso, Edita Simon, Julia Tözser-Varadi, etc. Ferdinand  Weiss a acompaniat de asemenea oaspeți de renume mondial invitați să concerteze în România ca: Ayhan Baran, Lola Bobescu, Ivry Gitlis, Ruggiero Ricci, Henryk Szeryng, Gioconda de Vito, etc. Împreună cu acești mari artiști, Ferdinand Weiss a excelat într-un repertoriu deosebit de vast pe care l-a imbogațit cu o serie de prime audiții.

## Înregistrări
- Studiourile Radio București și Radio Cluj
- Imprimari din concert în: U.R.S.S., Bulgaria, Iugoslavia, Ungaria, Polonia, R.D.G., R.F.G, Austria, Anglia, Italia, Spania, Japonia, S.U.A., Mexic.
- Casa de discuri Electrecord
- Fonoteca Academiei de Muzică Gheorghe Dima din Cluj

## Cariera didactică
De-a lungul a peste 40 de ani în cadrul Academiei de Muzică Gheorghe Dima din Cluj, Ferdinand Weiss a predat Muzică de Cameră și Citire de Partitură, cu contribuții metodice în: 
- Analiză Interpretativă Comparată - metodă de îndrumare și verificare pentru interpreți
- Exerciții introductive în practica citirii de partitură

"(...)A existat o perioadă în care Ferdinand Weiss a fost primul pianist acompaniator al României. Cei mai buni soliști ai țarii s-au bucurat cînd au putut apărea în compania lui pe scenele sălilor de concerte sau în fața microfoanelor radiodifuziunii și ale caselor de discuri, atît acasă, cît și peste hotare. Iar cînd a venit în Romania un solist dintre cei mai mari ai lumii- ca Henryk Szeryng sau Ruggiero Ricci- agenția națională de concerte l-a putut recomanda cu cea mai mare încredere drept partener de recital. Mai presus de uriașa sa experiență artistică și didactică, a fost mereu capacitatea de a transmite studenților admirația sa pentru capodoperele și modelele de măiestrie interpretativă.
Orele sale au fost un fel de exercițiu de credintă în muzică.(...)" - Francisc László, Steaua, februarie 2002

## Din cronicile din țară
- "Ferdinand Weiss nu poate fi numit un simplu "acompaniator". El face muzică cu daruire chiar și atunci cînd intervențiile pianului sunt reduse. Nimic, nici chiar niște simple sunete nu sunt lăsate să treacă fără ca ele să exprime ceva" - Ada Brumaru, Scânteia[1], iunie 1958
- "Ferdinand Weiss, acompaniator de mare valoare a știut și de data aceasta să-i creeze solistului un cadru ideal. În sonata de Beethoven contribuția lui Ferdinand Weiss a fost de o calitate artistică puțin obișnuită. Au fost momente de artă, pe care nu le pot făuri decît cei mai buni interpreți ai muzicii de cameră." - Radu Gheciu despre recitalul cu Ruggiero Ricci, Informația[2], septembrie 1960
- "Unul din punctele culminante ale recitalului l-a constituit sonata nr. II de Prokofiev, interpretată cu o mare fantezie, plina de vervă și vitalitate, care a rasunat în interpretarea inspirată a lui Szeryng și a excelentului pianist și muzician Ferdinand Weiss cu o neabătută și încântatoare spontaneitate." - E. Elian în cadrul Festivalului George Enescu, Informația[2], septembrie 1964
- "(...)În ce-l priveste pe pianistul Ferdinand Weiss (mă refer și la recitalul de sonate cu Gioconda de Vito) mi-am întărit convingerea că avem în el pe unul din cei mai de calitate muzicieni ai noștri, care ne dovedeste la ce nivel artistic se poate ridica măiestria acompaniamentului" - Alfred Hofman, Contemporanul[3], iunie 1960

## Din cronicile din străinătate
- "(...)Ferdinand Weiss este mai mult decît un acompaniator(...)" - Londra, The Times[4], aprilie 1958
- "Ferdinand Weiss a acompaniat superb în toate stilurile." - Londra, Daily Telegraph[5], aprilie 1958
- "Ferdinand Weiss este unul din cei mai buni pianiști de muzică de cameră pe care i-am auzit în ultima vreme. Este un artist indiscutabil de talie internațională." - Tokio, Tokyo Shimbun[6], decembrie 1960
- "Fericit este violonistul care are un așa partener ca pianistul Ferdinand Weiss." - R.F.G., Zeitung der Nation[7], octombrie 1961
- "Acompaniamentul pianistului Ferdinand Weiss a fost de o înaltă perfecțiune." - Berna, Neue Berner Zeitung[8], octombrie 1959
- "Ferdinand Weiss este un strălucit partener și un minunat pianist care se contopește cu vioara dând naștere unui extraordinar ansamblu." - Moscova, Sovietskaia Cultura[9], aprilie 1963
- "In Ferdinand Weiss am cunoscut și un colorist "par excellence" (...)" - Germania, Neueste Nachrichten[10], aprilie 1965
- "Reîntâlnirea cu excelentul pianist și muzician Ferdinand Weiss ne-a confirmat din nou gustul sau impecabil și rara sensibilitate." - Tokio, aprilie 1968
- "(...)Ne-a impresionat sensibilitatea artistică și tușeul minunat al lui Ferdinand Weiss." - Viena, Arbeiter Zeitung[11], august 1972
- "Fiecare notă, frază, linie melodică a lui Ferdinand Weiss ne-a dovedit un pianist de muzică de cameră excelent." - S.U.A., Washington Post[12], decembrie 1972